# Zeitschrift für das Berg-, Hütten und Salinen-Wesen im preussischen Staate

1907

Die Zeitschrift für das Berg-, Hütten und Salinen-Wesen im preussischen Staate, später Zeitschrift für das Berg-, Hütten- und Salinenwesen in Preussen und zuletzt Zeitschrift für das Berg-, Hütten und Salinenwesen im Deutschen Reich, war eine deutsche Fachzeitschrift für den Bergbau, die vom Ministerium für Handel und Gewerbe herausgegeben wurde, später vom Reichswirtschaftsministerium. Der Verlag war die Geheime Hofbuchdruckerei (unter Rudolf Ludwig Decker), später Wilhelm Ernst & Sohn, Berlin. Sie erschien ab 1854; der letzte 92ste Jahrgang erschien 1944. Sie enthält insbesondere die Statistiken der Betriebe im Bergwesen.